# Coursera
Coursera – amerykańska spółka edukacyjna udostępniająca masowe otwarte kursy online prowadzone przez uniwersytety i instytuty naukowe z całego świata, utworzona przez Andrew Ng oraz Daphne Koller z Uniwersytetu Stanforda. 
W kwietniu 2014 Coursera miała 7,1 mln użytkowników korzystających z 641 kursów prowadzonych przez 108 instytucji. Uczestnictwo w kursach oferowanych przez Coursera jest bezpłatne, płatne jest natomiast uzyskanie zweryfikowanych certyfikatów informujących o ukończeniu kursu i niektóre inne usługi.
Na stronie znajdują się kursy prowadzone między innymi przez Uniwersytet Duke’a, Uniwersytet Kalifornijski, Uniwersytet Columbia, Kalifornijski Instytut Techniczny, Uniwersytet w Princeton, Uniwersytet Stanforda, Uniwersytet Yale i wiele innych. Większość kursów jest prowadzona w języku angielskim, ale oferowane są również kursy w języku chińskim, francuskim, hiszpańskim, rosyjskim, portugalskim oraz kilku innych.